# Distretto di Jaji
Il distretto di Jaji è un distretto dell'Afghanistan appartenente alla provincia della Paktia. Conta una popolazione di 64.321 abitanti (dati 2015).